# سیارک ۶۷۷۸
سیارک ۶۷۷۸ (به انگلیسی: 6778 Tosamakoto، نامگذاری:1989TX10) شش هزار و هفتصد و هفتاد و هشتمین سیارک کشف شده‌است که در ۴ اکتبر ۱۹۸۹ کشف شد.
قدر مطلق سیارک برابر ۱۲٫۰۰ است.